# Mathias Eysen
Mathias Eysen (* 1938; † 18. Januar 2020 in Altötting) war ein deutscher Schauspieler. 

## Leben
Seit Ende der 1960er-Jahre stand er für insgesamt über 60 Film- und Fernsehproduktionen vor der Kamera.

## Filmografie (Auswahl)
- 1967: Kommissar Brahm: Tod im Studio B (als Schauspieler Schumann)
- 1973: Die Sachverständigen (als Matthias Mainzer)
- 1976: Derrick: Risiko (als Dr. Meyers)
- 1976: Das Haus der Krokodile (als Herr von Strichninsky)
- 1977: Der Alte: Verena und Annabella
- 1978: Ehen vor Gericht: In Sachen: Graaf gegen Graaf (als Klaus Böttcher)
- 1978: Sachrang (als Staatsreferendarius)
- 1979: Der Millionenbauer (als Herzkasperl)
- 1979: Ekstase – Der Prozeß gegen die Satansmädchen
- 1979: Tatort: Ende der Vorstellung
- 1980: Auf Achse: Fliegender Start (Brauer)
- 1980: Charta 77: Der Prager Prozess
- 1981: Frau über vierzig: Tochter einer Mutter (als Georg)
- 1982: Anderland: Der verbotene Mund (Vater)
- 1982: Einer von uns (als Hannes)
- 1982: Tatort: Das Mädchen auf der Treppe
- 1983: Die Krimistunde (Fernsehserie, Folge 4, Episode: "Hinter verschlossenen Türen")
- 1984: Polizeiinspektion 1 – Kikeriki
- 1984: Ein Fall für zwei: Auf eigene Gefahr (als Kommissar Lenneweit)
- 1985: Big Mäc (als Herr Brugger)
- 1985: Der Alte: Die Angst des Apothekers
- 1985: Der Alte: Wiederholungstäter
- 1985: Der Alte: Hals über Kopf (als Dr. Albert)
- 1985: Polizeiinspektion 1: Kikeriki (als Quasenholtz)
- 1985: Polizeiinspektion 1: Geldsorgen (als Rudolf Andreas)
- 1986: Der Alte: Sein erster Fall (als Assistent Lattner)
- 1986: Die Krimistunde (Fernsehserie, Folge 22, Episode: "Herrenabend")
- 1986: Derrick: Der Fall Weidau (als Polizist)
- 1987: Derrick: Mordfall Goos
- 1988: Tatort: Die Macht des Schicksals
- 1988: Derrick: Eine Art Mord
- 1988: Polizeiinspektion 1: Vorschriftswidrig
- 1989: Der Alte: Ausgestiegen (als Polizeirat Albat)
- 1989: Polizeiinspektion 1: Die Erbschaft (als Polizeirat Albat)
- 1989: Pole Poppenspäler
- 1991: Forsthaus Falkenau: Nur eine Allergie (als Arzt)
- 1991: Forsthaus Falkenau: Verbrannte Erinnerungen (als Arzt)
- 1994: Der Fahnder: Ottos große Liebe
- 1997: Dr. Stefan Frank – Der Arzt, dem die Frauen vertrauen: Hochzeitsglocken (als Gunter Freiberg)
- 2000: Im Namen des Gesetzes: Interne Ermittlungen (als Albert Kallmann)
- 2010: SOKO Wismar: Ein Stich ins Herz
- 2011: SOKO Wismar: Die Frau am Fenster (als Holger Rasmussen)
- 2011: Wunderkinder (als Abrascha Kaplan im Alter)
- 2012: Klinik am Alex: Komm’ näher (als Stavros Papadeikos)
- 2012: Bella Block
- 2012–2013: Hotel 13
- 2013: Terra X – Deutschlandsaga
- 2013: Notruf Hafenkante
- 2013: Großstadtrevier
- 2014: Großstadtrevier: Frau Küppers’ letzter Wille (als Ansgar Richter)
- 2014: Notruf Hafenkante Rufis WG (als Jochen Röder)
- 2014: Ohne Dich
- 2015: Die Verwandlung (als Obdachloser)
- 2016: Fucking Berlin (als Wolfgang)
- 2016: Morden im Norden: Ausgespielt (als Professor Stadler)
- 2019: Die Klempnerin: Therapie ist Erleben (als Harald Seidel)

## Hörbücher
- 2006: Ach du lieber Weihnachtsmann
- 2006: In der Tiefe der Nacht
- 2006: Hinter den Träumen
- 2006: Hier kommt Lupe[2]

## Auszeichnungen
- 1973: Bundesfilmpreis: Die Sachverständigen, Hauptrolle